# André Flahaut
André M.J.Gh. Flahaut (Walhain, 18 augustus 1955) is een Belgisch politicus. Van 22 juli 2014 tot 17 september 2019 was hij minister van Begroting in de Franse Gemeenschapsregering. Van 2010 tot 2014 was hij voorzitter van de Kamer van volksvertegenwoordigers. Hij diende 1999 tot 2007 als minister van Defensie. Op 7 december 2009 werd hij minister van Staat.

## Jeugd
André Flahaut werd geboren in Perbais, een gehucht van de Waals-Brabantse gemeente Walhain. Na de lagere school ging hij naar het Koninklijk Atheneum van Perbais waarna hij in 1978 een licentiaat in de politieke en administratieve wetenschappen aan de ULB behaalde.

## Beroepservaring
Van 1979 tot 1995 werkte hij op het studiecentrum Emile Vandervelde van de Parti Socialiste, waar hij extern medewerker, attaché, adviseur en uiteindelijk in 1989 directeur werd.
Tevens was hij van 1989 tot 1995 voorzitter van het Nationaal Werk voor Kinderwelzijn, van 1993 tot 1995 vicevoorzitter van de intercommunale van sociaal werk voor Waals-Brabant en van 1991 tot 1994 lid van de beheerraad van de Franstalige omroep RTBF.

## Politiek
In 1973 trad Flahaut toe tot de toenmalige PSB, in 1978 herdoopt tot de PS. Binnen deze partij ging hij verschillende functies vervullen, zoals het voorzitterschap van de PS-federatie van Waals-Brabant, een functie die hij bekleedde van 1983 tot 1995 en van 2007 tot 2015. Ook werd hij actief in de Socialistische Mutualiteiten van Waals-Brabant, waarvan hij van 1992 tot 2022 voorzitter was. Van 2009 tot 2011 was Flahaut nationaal vicevoorzitter van de PS.
Op 21-jarige leeftijd werd hij in oktober 1976 verkozen tot gemeenteraadslid van Walhain. Hij bleef dit tot in 1993 en verhuisde toen naar Waver, waar hij van 1995 tot 2003 in de gemeenteraad zetelde. In dat laatste jaar vestigde Flahaut zich in Nijvel, waar hij ook actief werd in de lokale politiek en sinds 2006 gemeenteraadslid is. Van 1988 tot 1991 was hij eveneens provincieraadslid van Brabant.
Na de splitsing van de provincie Brabant werd Valmy Féaux in juli 1994 benoemd tot de eerste gouverneur van de nieuwe provincie Waals-Brabant. Flahaut volgde hem op als lid van de Kamer van volksvertegenwoordigers voor het arrondissement Nijvel en zetelde door de toen bestaande dubbelmandaten van 1994 tot 1995 tevens in de Waalse Gewestraad en de Raad van de Franse Gemeenschap. Bij de verkiezingen van 1995 opteerde hij voor de Kamer, waar hij bij elke daaropvolgende verkiezing herkozen werd, tot hij in 2024 niet meer opkwam. In 2009 werd hij eveneens verkozen in het Waals Parlement, maar hij weigerde deze zetel in te nemen. 
Van juni 1995 tot juli 1999 was hij minister van Ambtenarenzaken, belast met de Regie der Gebouwen en met de voogdij over de oorlogsslachtoffers, in de regering-Dehaene II. Daarna was hij van juli 1999 tot december 2007 minister van Defensie in de regeringen Verhofstadt I en Verhofstadt II. Na afloop van zijn ministerschap eind 2007 werd hij opnieuw Kamerlid. Van 2009 tot 2010 was Flahaut ondervoorzitter van de Kamer. In december 2009 werd hij benoemd tot minister van Staat.
Van 2010 tot 2014 was hij, vanaf december 2011 onder de regering-Di Rupo, voorzitter van de Kamer van volksvertegenwoordigers. In die hoedanigheid belastte koning Albert II hem, op 4 september 2010, met Senaatsvoorzitter Danny Pieters (N-VA) met de opdracht om als bemiddelaars samen de afgesprongen regeringsonderhandelingen herop te starten. Ze slaagden echter niet in hun opdracht en werden na een maand van hun taak ontheven. 
Na de verkiezingen van 2014 was Flahaut nog kort ondervoorzitter van de Kamer. In juli 2014 werd hij vervolgens minister van Begroting, Ambtenarenzaken en Administratieve Vereenvoudiging in de Franse Gemeenschapsregering, een ambt dat hij uitoefende tot in september 2019. Na afloop van deze functie was Flahaut van september 2019 tot oktober 2020 nogmaals ondervoorzitter van de Kamer.

## Realisaties binnen Defensie
Toen André Flahaut op 12 juli 1999 minister van Defensie werd in de regering-Verhofstadt I, duurde het niet lang voor hij van zich liet horen. Hij kondigde aan dat er zich een grondige reorganisatie van het leger aandiende. De minister stelde een comité samen waarin officieren, onderofficieren, vrijwilligers en burgers een plan tot modernisering van de krijgsmacht dienden op te stellen. Hieruit vloeide het Strategisch Plan 2000-2015 voort.
De 600 personeelsleden die aan dit comité hebben deelgenomen stelden dat binnen het leger de volgende zaken dienden te veranderen:
- human resources
- investeringen
- infrastructuur
- operaties
- gezondheid
- opleiding en training
- materieel
- personeel

etc.
Op 12 mei 2002 keurde de regering het Strategisch Plan goed en trad dit langzaam maar zeker in werking.

Flahaut liet zich kenmerken door zijn interesse en bezorgdheid voor het departement en haar personeel.
Ook probeerde hij samen met Defensie het beroep van militair aantrekkelijker te maken en zorgde hij ervoor dat de militairen opslag en kledijvergoeding kregen.

## Kritiek
Het was door deze interesse in het departement en personeel dat Flahaut meermaals in de Kamer uitleg moest komen geven over zijn dienstbetoon, investerings- en benoemingsbeleid.
Zo kreeg de minister felle kritiek na zijn benoeming van een nieuwe hoofdgeneesheer van het brandwondencentrum in het militair hospitaal van Neder-Over-Heembeek, waar chirurgen weigerden te werken onder deze arts.
Ook kreeg hij kritiek over het feit dat hij twee leerling-onderofficieren in het leger had gehouden nadat deze waren ontslagen of ontslagen gingen worden omdat ze drugs hadden gerookt binnen de kazerne. Deze twee militairen gingen naar de zitdagen van Flahaut en werden niet ontslagen.
Maar de felste kritiek kreeg Flahaut uit Vlaamse hoek. Sommige Vlaamse politici verweten Flahaut dat hij de meeste investeringen voor het leger aan Waalse bedrijven gaf en de Vlaamse uitsloot. Hij wist steeds deze kritiek te weerleggen.
In oktober 2005 haalde Flahaut de kranten met zijn plan om de pantsereenheden, in Leopoldsburg gestationeerd, te verhuizen naar Stockem bij Aarlen. Vlamingen verweten hem dat deze beslissing was ingegeven door electorale overwegingen en hij het resultaat van de studie over de verhuizing niet had afgewacht.
In 2007 kwam hij opnieuw onder vuur te liggen. In februari zegde hij de pas verkozen president Joseph Kabila van Congo-Kinshasa een eredoctoraat toe aan de Koninklijke Militaire School, zonder daar minister van Buitenlandse Zaken Karel De Gucht of premier Guy Verhofstadt in te kennen. Een week later charterde hij een legerhelikopter om op tijd bij een vertoning van de milieufilm An Inconvenient Truth van Al Gore te kunnen zijn.
Hij vloog daarmee van Brussel naar Hasselt. De vlucht van twee uur kostte twaalf tot twintig keer meer broeikasgas CO2 dan dezelfde afstand per auto.
In september 2007 probeerde Flahaut nog een aantal omstreden promoties door te voeren. Het ging om een lijst getrouwen zoals de broers Luc (kapitein-ter-zee en adviseur op het kabinet) en Jean Marsia (kolonel en directeur van de Koninklijke Militaire School) en Danielle Levillez, hoofd van de Medische Component. In ruil werd de militaire adviseur van de premier, brigadegeneraal Harry Vindevogel, ook benoemd. Het Franstalige weekblad Père Ubu stelde dat de benoeming van Marsia door Flahaut gebeurde in het kader van netwerking binnen de Belgische vrijmetselarij.
Aangezien de ontslagnemende regering geacht werd gedurende de periode van regeringsvorming enkel lopende zaken te behandelen, liet premier Verhofstadt op 13 september schriftelijk weten dat hij van minister Flahaut en de Chef Defensie, generaal August Van Daele, verwachtte dat ze zich hieraan hielden.

## Incident
Toen de Verenigde Staten van Amerika Irak wilden binnenvallen, zochten ze steun bij de NAVO. Frankrijk, Duitsland en België weigerden dit omdat ze vonden dat dit niet de juiste oplossing was. De relaties met Amerika verzuurden. Tot op het moment dat de Washington Post een artikel publiceerde dat stelde dat het Belgisch leger wel mooie uniformen en prachtige muziekkapellen had, maar het daar verder dan ook bij bleef. Dit lokte een furieuze reactie van de minister uit. Uiteindelijk koelde dit incident en verbeterden de relaties met Washington terug.
In de aanloop van de Amerikaanse presidentsverkiezingen publiceerde het weekblad Humo een artikel met Flahaut. Hierin verklaarde Flahaut dat als hij een Amerikaan was, hij op een democraat zou stemmen. Verder liet hij zich uit over een inefficiënt Amerikaans leger en het optreden van de VS in Irak en Iran. Nadat dit op de Amerikaanse ambassade gelezen, vertaald en doorgestuurd werd naar Washington, liet een reactie niet lang op zich wachten. Toen premier Guy Verhofstadt het artikel had gelezen, wilde deze koste wat het kost een nieuwe rel voorkomen en hij tikte zijn defensieminister op de vingers. Hij schreef Flahaut een brief waarin hij, onder andere, stelde dat hij deze uitspraken ongepast vond tegenover een bondgenoot.

## Antisemitisme
Omdat Flahaut naar zijn aanvoelen van antisemitisme beschuldigd werd door het Coördinatiecomité van Joodse Organisaties in België (CCOJB) en toenmalig voorzitter Joël Rubinfeld, begon hij in juni 2008 een proces voor laster en eerroof en eiste € 25000 en officiële excuses. In oktober 2009 kreeg hij gelijk in eerste aanleg: de rechtbank achtte dat er sprake was van reputatieschade. De rechtbank bevestigde Flahauts vraag om verontschuldigingen te bekomen, maar niet die voor een schadevergoeding. De CCOJB en Joël Rubinfeld gingen in beroep en daarin verwierp de rechter de eerste uitspraak: CCOJB en Rubinfield zouden Flahaut niet beschuldigd hebben van antisemitisme en geen misbruik gemaakt hebben van hun recht op vrije meningsuiting.

## Eretekens
- Minister van Staat, 7 december 2009
- Grootkruis in de Orde van Leopold II, KB 26 mei 2014